# Städtische Galerie Bietigheim-Bissingen

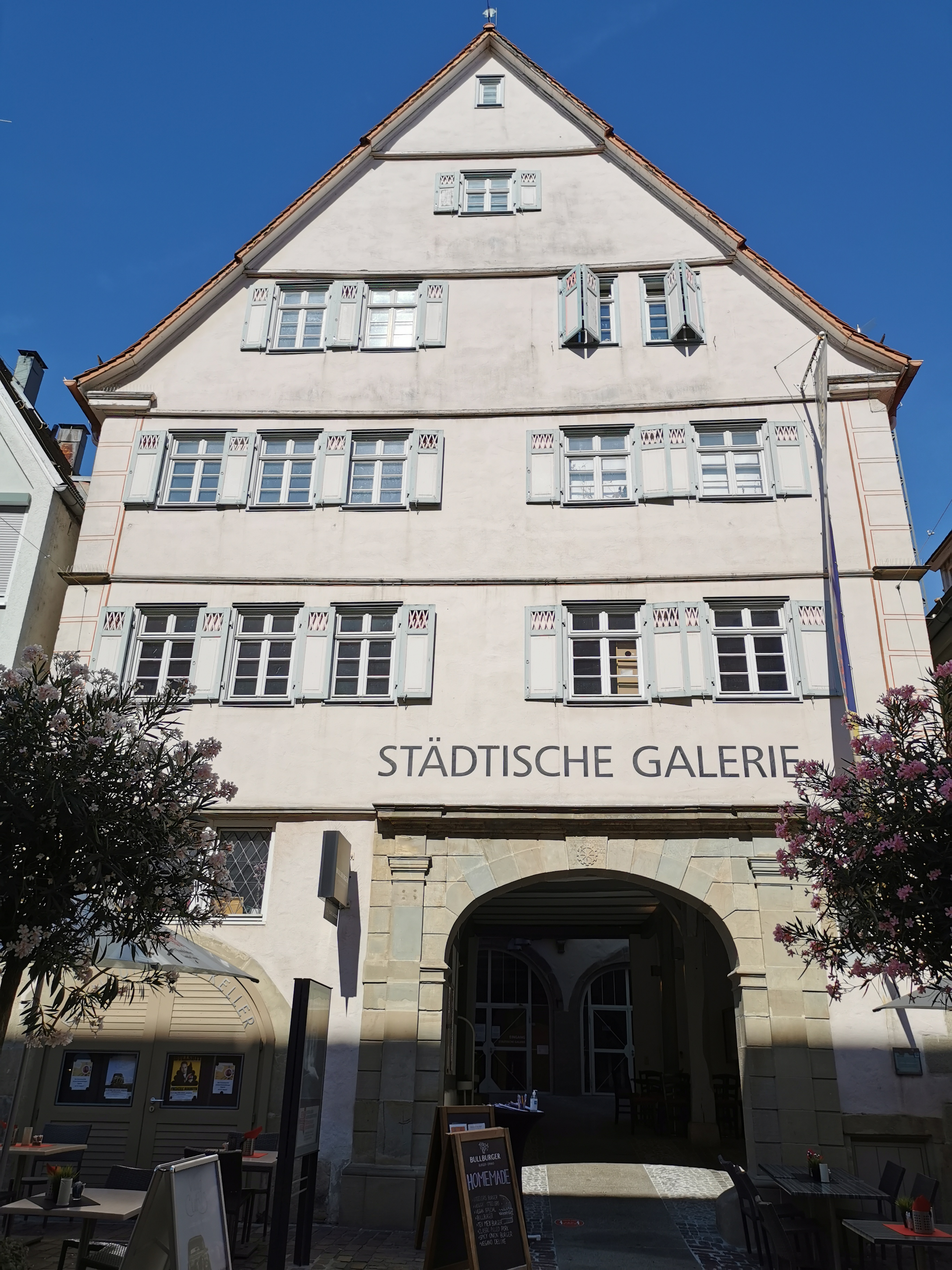
Die Städtische Galerie Bietigheim-Bissingen, 2020

Die Städtische Galerie Bietigheim-Bissingen ist ein Kunstmuseum für moderne und zeitgenössische Kunst. Schwerpunktmäßig werden grafische Werke gesammelt. Leiterin der Galerie ist Isabell Schenk-Weininger. 

## Geschichte des Museums
1989 wurde im Rahmen des 1200-jährigen Jubiläums der Stadt die Städtische Galerie gegründet. Sie besteht aus zwei Gebäudeteilen, einer historischen Getreidescheune und einem zeitgenössischen Anbau.
Die Scheune wurde vom örtlichen Architekten Gert Bechtle für die Erfordernisse eines modernen Ausstellungsbetriebes umgebaut. Daran schließt sich das streng funktionale Erweiterungsgebäude an. Dieses wurde unter der Leitung von Hans Kammerer nach dem Entwurf von Gert Bechtle gebaut und im Jahr 2000 eröffnet. Die Räume sind nach dem Vorbild des White Cubes gänzlich in weiß gehalten und erstrecken sich auf eine Ausstellungsfläche von ca. 1000 m². Die hauseigene Sammlung, vornehmlich bestehend aus hochdruckgrafischen Arbeiten sowie aus regionaler Kunst, wird im historischen Teil des Museums gezeigt, die Wechselausstellungen im neuen Gebäude präsentiert.

## Wichtige Ausstellungen in der jüngeren Vergangenheit
- 1991: Egon Schiele
- 1999: Gabriele Münter
- 2001: KinderBlicke. Kindheit und Moderne von Klee bis Boltanski.
- 2002/2003: Marie-Jo Lafontaine: Babylon Babies
- 2003: Felix Droese: Öffne die Augen. Papierschnitte und Holzdrucke
- 2003: Félix Vallotton: Maler und Grafiker im Paris der Jahrhundertwende
- 2003: Horst Janssen: Mit gleichsam japanischem Pinsel
- 2003: Im Banne Japans Europäischer Japonismus aus der Sammlung van der Grinten
- 2004: Karl Schmidt-Rottluff: Aquarelle
- 2004/2005: Krieg – Medien – Kunst. Positionen deutscher Künstler seit den sechziger Jahren.
- 2005: Der neue Adam und die neue Eva. Kunst der ungarischen Moderne aus der Ungarischen Nationalgalerie Budapest und dem Janus Pannonius Museum Pécs.
- 2005: Pablo Picasso: Linolschnitte
- 2006: Erich Heckel: An der Ostsee
- 2006: Bodo Korsig: Where can I buy a new brain?
- 2007: Künstlerkolonie Worpswede - Ein Stück vom Himmel?
- 2007/2008: Man Ray bis Sigmar Polke - Eine besondere Fotogeschichte (Sammlung Barbara und Horst Hahn)
- 2008: Robert Würth, Parkleitsysteme
- 2008/2009: China goes Stuttgart - Jingfang Li, Xianwei Zhu, Yan Zhang, Yi Sun
- 2009/10: Es werde Dunkel! Nachtdarstellungen in der zeitgenössischen Kunst (‚Let There Be Dark! The Night in Contemporary Art‘) - mit Frank Bauer, Oliver Boberg, Julia Bünnagel, Damien Deroubaix, Philipp Haager, Eric Hattan, Martin Honert, Achim Hoops, Karin Kneffel, Philipp Lachenmann, Maria Loboda, Julian Neville, Simon Pasieka, Ralf Peters, Thomas Ruff, Cornelia Schmidt-Bleek, Michael Schnabel, Norbert Schwontkowski, Karen Stuke und Kate Waters.
- 2011: Die Liebe ist ein seltsames Spiel... Liebesgeschichten von Klinger bis Picasso.
- 2011: Power Up! Female Pop Art
- 2011/2012: Der Zeichnung Raum geben - Bettina van Haaren, Pia Linz, Brigitte Waldach
- 2013: Conrad Felixmüller: Zwischen Kunst und Politik
- 2014: Marianne von Werefkin: Vom Blauen Reiter zum Großen Bären
- 2014/2015: Aiga Rasch: Die geheimen Bilder
- 2016: Sophie Taeuber, Hans Arp: ZweiKlang
- 2016/2017: Herman de Vries: stein, erde, holz
- 2024/2025: »Nicht Ausdruck, sondern Eindruck malen«. Schwäbische Impressionistinnen[2]